# Sallèles-Cabardès
Sallèles-Cabardès é uma comuna francesa na região administrativa de Occitânia, no departamento de Aude. Estende-se por uma área de 6,82 km². Em 2010 a comuna tinha 123 habitantes (densidade: 18 hab./km²).